# 長赤縣蘇維埃政府舊址及石刻標語
長赤縣蘇維埃政府舊址及石刻標語位於四川省南江縣長赤公社，文物遺址年代判定為1933年。1980年7月7日列為四川省重新確定公布的第一批省級文物保護單位。